# وادي الوشواش
وادي الوشواش أحد أهم معالم نويبع السياحية، يقع وادى الوشواش وسط جبال من الجرانيت يتراوح ارتفاعها بين 100 و 150 متر، تكونت بفعل مياه الأمطار العذبة. يبعد وادي الوشواش حوالي 15 كيلو متر من نويبع باتجاه طابا وبالقرب من منطقة راس شيطان. 

## الوصف
وادى الوشواش هو جزءًا لا يتجزأ من وادي كبير يُطلق عليه وادي الملحة، والذي يتكون من ممرين، أحدهما يؤدي إلى واحة خضراء، ويتميز بأشجار النخيل المرتفة والمثمرة، والتي نمت بفعل مياه الأمطار الوفيرة، أما الممر الآخر فيؤدي إلي وادي الوشواشي، وهو عبارة عن وادي منخفض أعلى الجبال، تحيط به قمم جبال الفيروز، والتي ترتفع عن البحيرة نحو 150 مترا. يتكون الوادي من ثلاث عيون مياه عذبة نقية، يصل عمقها إلي حوالي 8 أمتار، والوصول إلي أول بحيرة يتطلب التسلق لمدة تقترب من الساعة والنصف، ثم السباحة في مياهه للوصول إلى العين الثانية والثالثة (البحيرة الخضراء).
يعتبر وادى الوشواش من أهم الوديان الساحرة الموجودة بأرض سيناء، يقع الوادى في أقصي جنوب شرق سيناء، وتحديدًا في محمية أبو جالوم بمدينة نويبع، والتى يتواجد بها أنظمة بيئية متنوعة من الشعاب المرجانية والكائنات البحرية، يُعد وادى الوشواش من أحد أندر الأودية في العالم. تكون الوادى بفعل الطبيعة حيث استقبل الوادى منذ ملايين السنين مياه السيول الغزيرة وأمطار الشتاء، والتى تجمعت داخل قاع واديه المنخفض بأعلي باطن الجبل، مكونه ثلاثة بحيرات ساحرة، تتميز بدفئها طوال العام، ويرجع السبب في دفئها الى وجود عدد ضخم من الأحجار البركانية "الجرانيت" داخلها، وأيضا جبال الفيروز التى تحيط بالوادى من كل جانب. ما جعلها أشبة ببحيرة سباحة طبيعية، لذا يعتبر المكان من أفضل أماكن التخييم والاسترخاء، بالإضافة لاستخدامه كموقع استشفاء طبيعي، خاصة وأنه غني بالكثير من النباتات والأعشاب التي يستخدمها أهل المنطقة كعلاج لبعض الأمراض، أهم تلك الاعشاب نبات "الزجوح"، والذي ينظف حسائه جهاز الكبد من السموم العالقة به. 
ومن المعروف أن سيناء (أرض الفيروز)هى أرض الجبال المقدسة تتميز سيناء بطبيعة ومناخ ليس له مثيل، اكتسبت شهرتها من مناجم النحاس والمنجنيز والفيروز والذى عدنه قدماء المصريين في بلاد الطور. سيناء هى أرض الجبال المقدسة والوديان الساحرة والمحميات الطبيعية. تعد منطقة وادي الوشواشي من كنوز جنوب سيناء المخفية، أما عن تسميته بهذا الأسم "الوشواشي" فهو بسبب صوت "الوش" الذي تصدره الرياح عندما ترتد من سطح الجبال المحيطة بالمياه.